# Alianza Progresista (internacional)
La Alianza Progresista es una organización política internacional fundada el 22 de mayo de 2013 por partidos políticos progresistas, la mayoría de los cuales son miembros o exmiembros de la Internacional Socialista. La organización establece el objetivo de convertirse en la organización mundial de «el movimiento progresista, socialdemócrata, socialista democrático y laborista».

## Historia
En la celebración de la Conferencia inicial de la Alianza Progresista en Roma (Italia), el 14 y 15 de diciembre de 2012, asistieron 42 partidos políticos. Allí participaron el líder del Partido Democrático de Italia, Pier Luigi Bersani así como el presidente del Partido Socialista de Francia, Harlem Désir, el presidente del Partido Socialista Argentino Hermes Binner, el gobernador de Vermont, Peter Shumlin del Partido Demócrata de EE. UU., y también Mustapha Ben Jafar, secretario general del Foro Democrático para el Trabajo y las Libertades de Túnez. Además, estuvieron presentes representantes del Congreso Nacional Indio, y también del Partido de los Trabajadores de Brasil y del PASOK de Grecia. El Partido Laborista de Países Bajos también apoyó la formación de la organización, al igual que el Partido Socialista Suizo y el Partido Socialdemócrata de Austria.
La fundación oficial del organismo se celebró el 22 de mayo de 2013 en Leipzig, Alemania, en el 150 aniversario de la formación de la Asociación de Trabajadores Generales alemanes (ADAV, el predecesor del SPD hoy en día). Unos 70 partidos políticos socialdemócratas de todo el mundo asistieron al evento. La Alianza Progresista de Socialistas y Demócratas del Parlamento Europeo se unió a la organización a partir de su fundación oficial. En septiembre de 2013, el Partido Democrático (DIKO) de Chipre anunció que estaban negociando para unirse a la Alianza Progresista, teniendo programado asistir a un seminario de la organización en Estocolmo el 24 de octubre de ese mismo año.

## Estructura

En verde oscuro en el gobierno, claro en la oposición, gris no tienen miembro.

La Alianza Progresista tiene una estructura organizativa sencilla. Los principales enfoques políticos son determinados por una dirección compuesta por hasta 30 partidos participantes de todas las regiones del mundo. Esta dirección se reunirá por lo menos una vez al año.
Las actividades de la Alianza Progresista serán preparadas por el Comité de Coordinación. El Comité se reúne regularmente, pero por lo menos dos veces al año y a ser posible paralelamente por acontecimientos internacionales.
La coordinación de la Alianza Progresista se basa en un sistema de rotación entre los partidos participantes. El período de la coordinación es de una Conferencia de la Alianza Progresista a la siguiente.

## Conferencias y seminarios
- Leipzig Conferencia - Una red progresista para el siglo XXI: 22 de mayo de 2013[11]
- Estocolmo Seminario -  Un nuevo acuerdo global: 23 y 24 de octubre de 2013[12]
- Túnez Conferencia - Trabajo Decente mundial: 21 y 22 de febrero de 2014[13]
- Montevideo Seminario - Combatiendo la Desigualdad: 22 y 23 de julio de 2014[14]
- Manchester Fringe Meeting: 22 de septiembre de 2014[15]
- Manila Seminario - Trabajo Decente y Migración: 29 y 30 de septiembre de 2014[16]
- Conferencia Parlamentaria de Lisboa - Trabajo Decente y Educación: 4 y 5 de diciembre de 2014[17]
- México Seminario - Crecimiento inclusivo y trabajo decente: 26 y 27 de marzo de 2015[18]
- Róterdam Conferencia - Igualdad de Género y Trabajo Decente: 22 y 23 de mayo de 2015[19]
- Taller en Budapest - Por una nueva política de distensión: 12 de junio de 2015[20]
- Penang Seminario - Crecimiento e inclusión: 25 y 26 de septiembre de 2015[21]
- Beirut Seminario - Refugiados luchan por la libertad: 30 y 31 de octubre de 2015[22]
- Rabat Seminario - Justicia social e igualdad de oportunidades para todos: 19 y 20 de noviembre de 2015[23]
- Foro de Santo Domingo - Desarrollo para todos: 13 y 14 de diciembre de 2015[24]
- Conferencias de Estados Unidos - Campo de la campaña electoral de los EE. UU.: 14-18 de enero de 2016[25]
- Conferencia en Kuala Lumpur - Foro de la Campaña Asia Pacífico: 16 y 17 de abril de 2016[26]
- Seminario de Sao Paulo: 24 y 25 de abril de 2016[27]
- Seminario de Denpasar - Viviendo juntos en un mundo nuevo: 19 y 20 de septiembre de 2016[28]
- Conferencia de Bruselas - Por una nueva agenda para la paz y la justicia: 17 y 18 de octubre de 2016[29]
- Sesión de trabajo de Berlín - El camino hacia el futuro: 1 de diciembre de 2016
- Seminario en Suleimaniya - Los desafíos para poner fin al conflicto: 11 y 12 de diciembre de 2016[30]
- Reunión paralela en Utrecht - Paz y justicia en el siglo XXI: 14 de enero de 2016[31]
- Foro en Sídney - Progresista Campaña Internacional: 23-25 de enero de 2017[32]
- Convención de Berlín - Configurar nuestro futuro: 12 y 13 de enero de 2017[33]
- Conferencia de Ulán Bator – Justicia social y sostenibilidad: 25 y 26 de mayo de 2017[34]
- Washington D.C. Seminario - Valores progresistas versus nuevas realidades: 19 y 20 de junio de 2017[35]
- Albania Panel al Festival Mundial de IUSY "No hay fronteras": 16 de julio de 2017[36]
- Costa Rica: Conferencia - Empoderando al pueblo; agenda por una sociedad democrática, inclusiva y sostenible: 10-11 de noviembre de 2017.[37]
- Estados Unidos: Seminario de Alianza Progresista en los Estados Unidos. 10 de marzo de 2018.
- Hamburgo: Conferencia de la Alianza Progresista y el Grupo de Socialistas y Demócratas en el Parlamento Europeo: "Gestión de la Migración y Apoyo a los Refugiados en un Mundo Globalizado". 12 de abril de 2018
- Nepal: Conferencia "Juntos por el progreso y la justicia: afrontar nuevos desarrollos, apoyar la democracia y fomentar la renovación en tiempos de cambio" 29-30 de junio de 2018, Katmandú, Nepal
- Tbilisi: Conferencia “El futuro del trabajo en la era digital” 7 al 8 de septiembre de 2018
- Uagadugú: Seminario “Migración y justicia social”, Uagadugú, Burkina Faso, 12-13 de octubre de 2018.
- Kuala Lumpur: Conferencia de la Alianza Progresista del 30 al 31 de agosto de 2019, Kuala Lumpur, Malasia

## Participantes
| País                     | Partido                                                 |
| ------------------------ | ------------------------------------------------------- |
| Alemania                 | Partido Socialdemócrata de Alemania (SPD)               |
| Argelia                  | Frente de las Fuerzas Socialista (FFS)                  |
| Argentina                | Partido Socialista (PS)                                 |
| Argentina                | Generación para un Encuentro Nacional (GEN)             |
| Australia                | Partido Laborista Australiano (ALP)                     |
| Austria                  | Partido Socialdemócrata de Austria (SPÖ)                |
| Baréin                   | Sociedad nacional de acción democrática (Waad)          |
| Bélgica                  | Partido Socialista de Bélgica (PS)                      |
| Bélgica                  | Vooruit (SPA)                                           |
| Bielorrusia              | Partido Socialdemócrata de Beielorrusia (HRAMADA)       |
| Bolivia                  | Movimiento al Socialismo (MAS)                          |
| Bosnia y Herzegovina     | Partido Socialdemócrata (SDP)                           |
| Brasil                   | Partido de los Trabajadores (PT)                        |
| Brasil                   | Partido Socialista Brasileño (PSB)                      |
| Bulgaria                 | Partido Socialista Búlgaro (BSP)                        |
| Burkina Faso             | Movimiento Popular por el Progreso (MPP)                |
| Camerún                  | Frente Socialdemócrata (SDF)                            |
| Canadá                   | Nuevo Partido Democrático (NDP)                         |
| Chile                    | Partido Socialista de Chile                             |
| Chile                    | Partido por la Democracia                               |
| Chipre                   | Movimiento de los Socialdemócratas (EDEK)               |
| Chipre                   | Partido Democrático de Chipre (DIKO)                    |
| Chipre                   | Partido Republicano Turco (CTP)                         |
| Costa de Marfil          | Liberté et Démocratie pour la République (LIDER)        |
| Costa Rica               | Partido Acción Ciudadana (PAC)                          |
| Croacia                  | Partido Socialdemócrata de Croacia                      |
| Dinamarca                | Socialdemócratas de Dinamarca                           |
| Egipto                   | Partido Socialdemócrata Egipcio                         |
| España                   | Partido Socialista Obrero Español                       |
| Estados Unidos           | Partido Demócrata                                       |
| Eritrea                  | Partido Democrático Popular de Eritrea                  |
| Filipinas                | Partido Acción de los Ciudadanos                        |
| Finlandia                | Partido Socialdemócrata de Finlandia                    |
| Francia                  | Partido Socialista                                      |
| Georgia                  | Partido del Sueño Georgiano                             |
| Ghana                    | Congreso Nacional Democrático                           |
| Granada                  | Congreso Nacional Democrático de Granada                |
| Grecia                   | Movimiento Socialista Panhelénico (PASOK)               |
| Guinea                   | Asamblea del Pueblo de Guinea                           |
| Guinea Ecuatorial        | Convergencia para la Democracia Social                  |
| Hungría                  | Partido Socialista Húngaro                              |
| Hungría                  | Partido Socialdemócrata Húngaro                         |
| India                    | Congreso Nacional Indio                                 |
| India                    | Asociación para el Socialismo Democrático               |
| Indonesia                | Partido Nacional Demócrata                              |
| Irak                     | Unión Patriótica del Kurdistán                          |
| Irak                     | Partido Socialista Democrático del Kurdistán            |
| Irán                     | Partido Democrático del Kurdistán Iraní                 |
| Irán                     | Partido Komala del Kurdistán Iraní                      |
| Irán                     | Partido Komala del Kurdistán                            |
| Irlanda                  | Partido Laborista de Irlanda                            |
| Israel                   | Partido Laborista de Israel                             |
| Israel                   | Meretz                                                  |
| Italia                   | Partido Democrático                                     |
| Jordania                 | Partido Socialdemócrata Jordano                         |
| Kenia                    | Partido Laborista de Kenia                              |
| Letonia                  | Partido Socialdemócrata "Armonía"                       |
| Líbano                   | Partido Socialista Progresista                          |
| Lituania                 | Partido Socialdemócrata Lituano                         |
| Luxemburgo               | Partido Socialista Obrero Luxemburgués                  |
| Macedonia                | Unión Socialdemócrata de Macedonia                      |
| Malasia                  | Partido Acción Democrática                              |
| Mauricio                 | Movimiento Militante de Mauricio (MMM)                  |
| Mauritania               | Asamblea de las Fuerzas Democráticas                    |
| México                   | Partido de la Revolución Democrática                    |
| México                   | Movimiento Ciudadano                                    |
| Mongolia                 | Partido del Pueblo de Mongolia                          |
| Mongolia                 | Partido Revolucionario del Pueblo de Mongolia           |
| Montenegro               | Partido Socialdemócrata de Montenegro                   |
| Montenegro               | Partido de los Socialistas Democráticos de Montenegro   |
| Marruecos                | Unión Socialista de Fuerzas Populares                   |
| Nepal                    | Congreso Nepalí                                         |
| Níger                    | Partido Nigerino para la Democracia y el Socialismo     |
| Nicaragua                | UNAMOS-Unión Democrática Renovadora                     |
| Noruega                  | Partido Laborista Noruego                               |
| Nueva Zelanda            | Partido Laborista de Nueva Zelanda                      |
| Países Bajos             | Partido del Trabajo                                     |
| Pakistán                 | Partido Awami                                           |
| Pakistán                 | Partido Nacional de Pakistán                            |
| Palestina                | Fatah                                                   |
| Palestina                | Iniciativa Nacional Palestina                           |
| Paraguay                 | Partido País Solidario                                  |
| Reino Unido              | Partido Laborista                                       |
| República Centroafricana | Movimiento para la Liberación del Pueblo Centroafricano |
| República Checa          | Partido Socialdemócrata Checo                           |
| República del Congo      | Unión para la Democracia y el Progreso Social           |
| República Dominicana     | Partido Revolucionario Moderno                          |
| República Dominicana     | Partido Revolucionario Dominicano                       |
| Sahara Occidental        | Frente Polisario                                        |
| Senegal                  | Partido Socialista de Senegal                           |
| Suecia                   | Partido Socialdemócrata Sueco                           |
| Turquía                  | Partido Democrático de los Pueblos                      |
| Turquía                  | Partido Republicano del Pueblo                          |
| Unión Europea            | Partido Socialista Europeo                              |
| Uruguay                  | Partido Socialista de Uruguay                           |
| Venezuela                | Movimiento al Socialismo                                |
| Yemen                    | Partido Socialista de Yemen                             |